# Župečja vas
Župečja vas – wieś w Słowenii, w gminie Kidričevo. W 2018 roku liczyła 248 mieszkańców.